# Якамара синьолоба
Якамара синьолоба (Galbula cyanescens) — вид дятлоподібних птахів родини якамарових (Galbulidae).

## Поширення
Птах поширений у західній частині басейну Амазонки. Трапляється на заході Бразилії, на сході Перу та півночі Болівії. Його природним середовищем проживання є тропічні та субтропічні вологі низовинні ліси.

## Спосіб життя
Живиться комахами.